# HNLMS K I
Pour les autres navires du même nom, voir HNLMS K 1.
Le HNLMS K I ou Zr.Ms. K I est un sous-marin, seul navire de la classe K I qui porte le nom de ce navire, et mis en service dans la Koninklijke Marine (Marine royale néerlandaise).

## Conception
Le HNLMS K I a été spécialement conçu pour le service dans les Indes orientales néerlandaises, et ensuite spécialement pour le service sous les tropiques. Afin de parer à la chaleur tropicale pour les batteries vulnérables, il disposait d'un grand système de refroidissement à bord. Plus tard, un membre d'équipage ingénieux a relié l'installation de refroidissement au système de ventilation, ce qui signifie que le K I avait un système de climatisation, avant même son invention officielle.

## Histoire
Le K I a été commandé par le ministère néerlandais des Colonies le 19 octobre 1910 pour servir de patrouilleur aux colonies néerlandaises.
L'année suivante, le 16 septembre 1911, la quille du K I est posée au chantier naval de Koninklijke Maatschappij De Schelde à Flessingue. Le lancement a lieu le 20 mai 1913. Le 15 juillet 1914, le K I est mis en service dans la marine néerlandaise.
Le 12 septembre 1916, le K I commence son voyage vers les Indes orientales néerlandaises, son théâtre d'opérations. Pendant la plus grande partie du voyage, il a été remorqué par le remorqueur Witte Zee. La route qu'ils empruntèrent s'arrêta aux Downs, à Vigo, à Malte, au canal de Suez, à Aden et à Colombo, pour arriver à Sabang le 6 novembre 1916. De Sabang à Batavia, le K I est escorté par le navire de défense côtière Koningin Regentes.
Le bateau est désarmé en 1928.